# اسلام‌آباد (دشتی)
اسلام‌آباد، روستایی است از توابع بخش شنبه و طسوج شهرستان دشتی استان بوشهر ایران.

## جمعیت

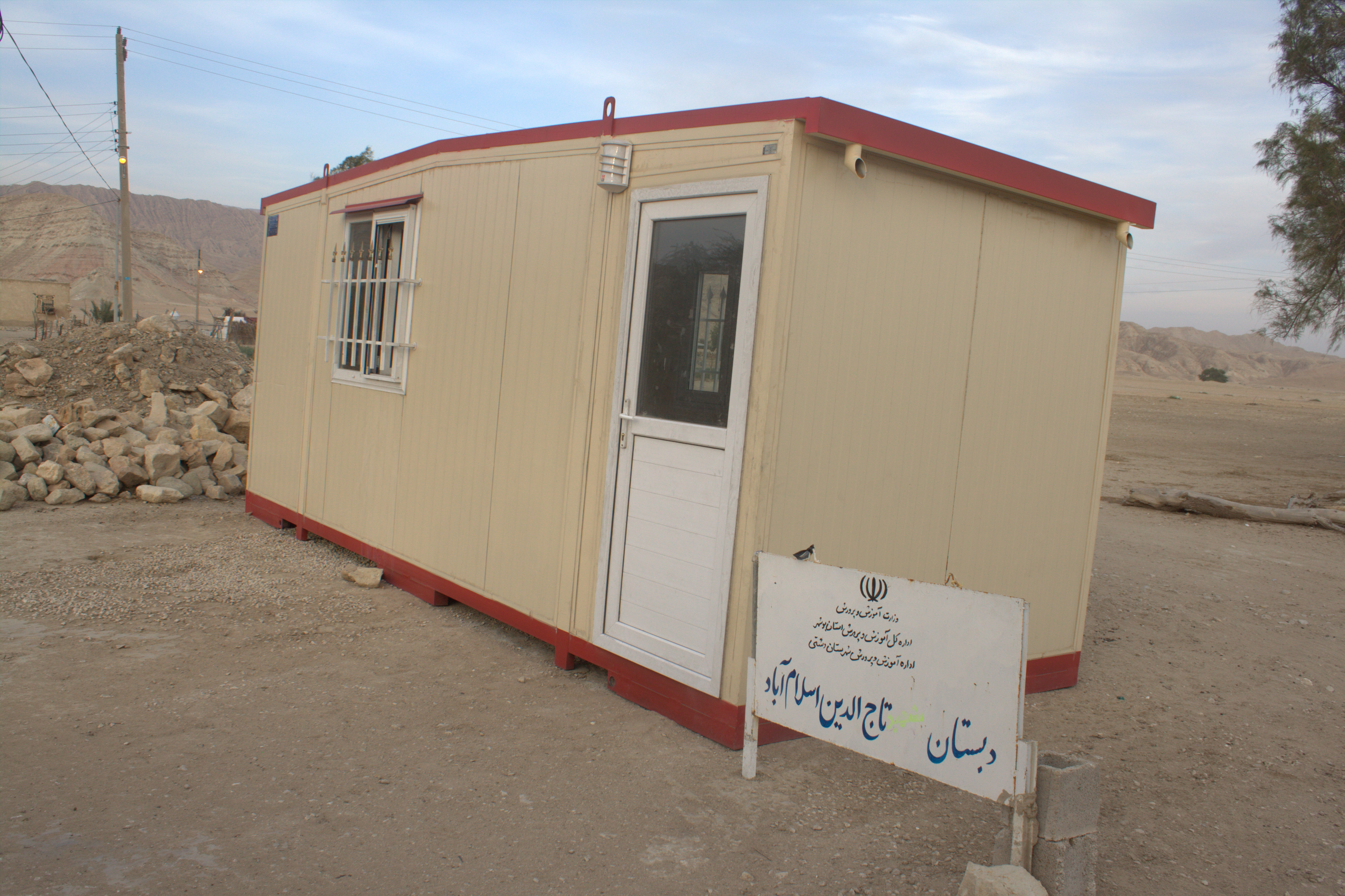
مدرسه ابتدایی این روستا

این روستا در دهستان شنبه قرار دارد و بر اساس سرشماری سال ۱۳۸۵ آمار رسمی جمعیت آن  ۵۹ نفر (۱۳ خانوار) است.